# Джулія Берд
Джулія Берд (англ. Julia Baird, уроджена Дайкінс; нар. 5 березня 1947) — британська викладачка на пенсії та письменниця. Вона є молодшою зведеною сестрою англійського музиканта Джона Леннона і старшою донькою його матері Джулії Леннон та Джона «Боббі» Альберта Дайкінса. У неї також є старша зведена сестра по матері, Інгрід Педерсен. Її молодша сестра — Жаклін «Джекі» Дайкінс (народилася 26 жовтня 1949 року).
Леннон почав відвідувати дім Дайкінсів у 1951 році. Після смерті Джулії Леннон у 1958 році, Гаррієт і Норман Берч призначені опікунами Джулії і Джекі, ігноруючи батьківство Дайкінса, оскільки він ніколи не одружувався з їхньою матір'ю. Леннон запросив сестер Дайкінс у гості після успіху The Beatles, коли він жив у Кенвуді, Вейбридж, зі своєю тодішньою дружиною Синтією Леннон.
Джулія Дайкінс (Берд) вийшла заміж за Аллена Берда в 1968 році й переїхала до Белфаста. У них народилося троє дітей, але в 1981 році подружжя розлучилося. Берд працювала вчителькою французької мови та викладачкою для дітей з особливими потребами, а після смерті Леннона написала книгу John Lennon, My Brother (у співавторстві з Джеффрі Джуліано) і залишила роботу в 2004 році, щоб написати Imagine This — Growing up with my brother John Lennon. У 2009 році книжку адаптували у фільм Стати Джоном Ленноном. Зараз Джулія Берд — директор екскурсійної компанії Cavern City Tours у Ліверпулі.